# Джеріхо (Арканзас)
Джеріхо (англ. Jericho) — місто (англ. town) в США, в окрузі Кріттенден штату Арканзас. Населення — 98 осіб (2020).

## Географія
Джеріхо розташоване на висоті 69 метрів над рівнем моря за координатами 35°17′9″ пн. ш. 90°13′45″ зх. д. / 35.28583° пн. ш. 90.22917° зх. д. (35.285781, -90.229272).  За даними Бюро перепису населення США в 2010 році місто мало площу 1,22 км², уся площа — суходіл.

## Демографія
Згідно з переписом 2010 року, у місті мешкало 119 осіб у 47 домогосподарствах у складі 32 родин. Густота населення становила 97 осіб/км².  Було 60 помешкань (49/км²). 
Расовий склад населення:
| - 97,5 % — чорних або афроамериканців - 1,7 % — білих |

До двох чи більше рас належало 0,0 %. Іспаномовні складали 0,8 % від усіх жителів.
За віковим діапазоном населення розподілялося таким чином: 23,5 % — особи молодші 18 років, 56,3 % — особи у віці 18—64 років, 20,2 % — особи у віці 65 років та старші. Медіана віку мешканця становила 46,2 року. На 100 осіб жіночої статі у місті припадало 72,5 чоловіків;  на 100 жінок у віці від 18 років та старших — 65,5 чоловіків також старших 18 років.
Середній дохід на одне домашнє господарство  становив 40 610 доларів США (медіана — 28 750), а середній дохід на одну сім'ю — 51 195 доларів (медіана — 38 250). За межею бідності перебувало 9,4 % осіб, у тому числі 0,0 % дітей у віці до 18 років та 33,3 % осіб у віці 65 років та старших.
Цивільне працевлаштоване населення становило 22 особи. Основні галузі зайнятості: освіта, охорона здоров'я та соціальна допомога — 50,0 %, роздрібна торгівля — 13,6 %, транспорт — 9,1 %, будівництво — 9,1 %.

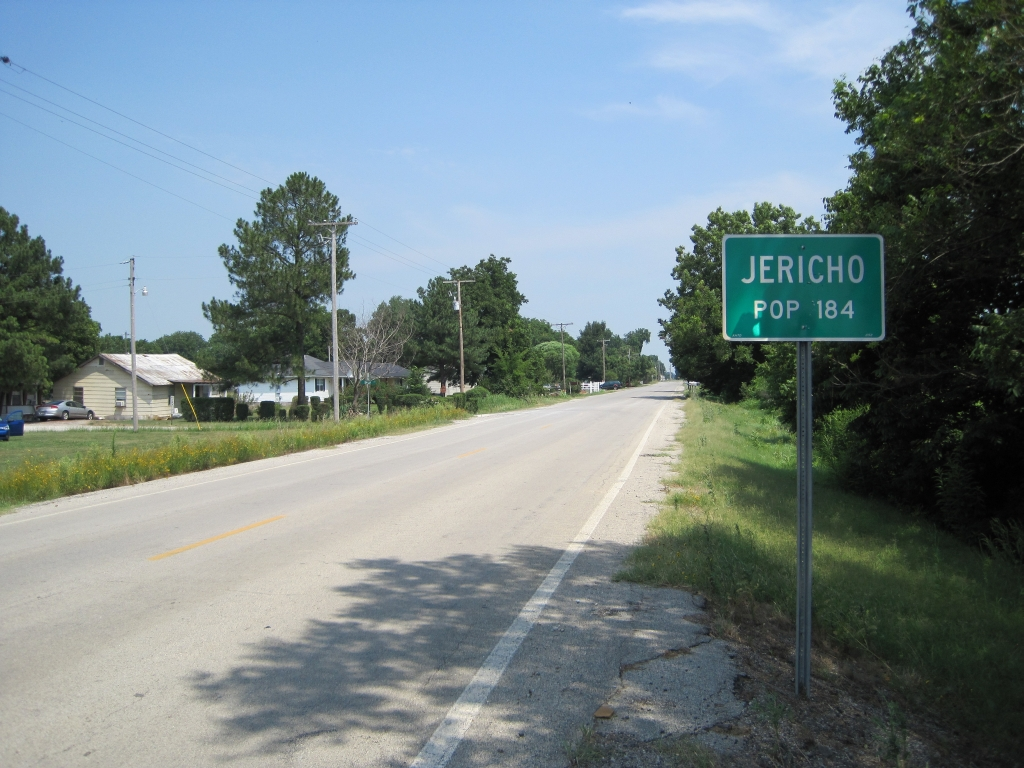
На в'їзді в Джеріхо

За даними перепису населення 2000 року в Джеріхо мешкало 184 особи, 46 сімей, налічувалося 66 домашніх господарств і 73 житлових будинки. Середня густота населення становила близько 153,3 людини на один квадратний кілометр. Расовий склад Джеріхо за даними перепису розподілився таким чином: 4,35 % білих, 92,93 % — чорних або афроамериканців, 2,17 % — представників змішаних рас, 0,54 % — інших народів. іспаномовні склали 2,72 % від усіх жителів містечка.
З 66 домашніх господарств в 19,7 % — виховували дітей віком до 18 років, 40,9 % представляли собою подружні пари, які спільно проживали, в 27,3 % сімей жінки проживали без чоловіків, 30,3 % не мали сімей. 27,3 % від загального числа сімей на момент перепису жили самостійно, при цьому 13,6 % склали самотні літні люди у віці 65 років та старше. Середній розмір домашнього господарства склав 2,79 особи, а середній розмір родини — 3,50 особи.
Населення містечка за віковим діапазоном за даними перепису 2000 року розподілилося таким чином: 25,5 % — жителі молодше 18 років, 6,5 % — між 18 і 24 роками, 25,5 % — від 25 до 44 років, 23,4 % — від 45 до 64 років і 19,0 % — у віці 65 років та старше. Середній вік мешканця склав 40 років. На кожні 100 жінок в Джеріхо припадало 75,2 чоловіків, у віці від 18 років та старше — 77,9 чоловіків також старше 18 років.
Середній дохід на одне домашнє господарство в містечкі склав 20 625 доларів США, а середній дохід на одну сім'ю — 28 214 доларів. При цьому чоловіки мали середній дохід в 22 250 доларів США на рік проти 13 125 доларів середньорічного доходу у жінок. Дохід на душу населення в містечкі склав 8577 доларів в рік. 25,0 % від усього числа сімей в окрузі і 25,4 % від усієї чисельності населення перебувало на момент перепису населення за межею бідності, при цьому з них були молодші 18 років і 56,8 % — у віці 65 років та старше.